# Noah Hawley
Noah Hawley (New York, 1967) è uno scrittore, sceneggiatore, produttore televisivo e compositore statunitense.

## Biografia
Nato e cresciuto a New York, figlio della scrittrice e attivista Louise Armstrong e dell'uomo d'affari Tom Hawley. Ha un fratello gemello, Alexi, sceneggiatore per la serie televisiva The Following e creatore di State of Affairs. Si è laureato in scienze politiche al Sarah Lawrence College nel 1989. Ha lavorato per la Legal Aid Society a New York, che tratta casi di abbandono e abusi sui minori. Successivamente si trasferisce a San Francisco, dove lavora come assistente legale e programmatore informatico presso vari studi legali.
Risiede a Austin, Texas, e a Los Angeles, California con la moglie Kyle e i loro due figli.

### Carriera
Nel 2006 scrive la sua prima sceneggiatura cinematografica per il film The Alibi, interpretato da Steve Coogan e Rebecca Romijn. In seguito inizia ad occuparsi di televisione e lavora come co-produttore e sceneggiatore per la serie televisiva Bones. Nel 2009 crea per il network ABC la serie televisiva The Unusuals - I soliti sospetti, di cui è anche produttore esecutivo e compositore delle musiche. La serie non riscontra il successo sperato e viene cancellata dopo una sola stagione.
Nel 2014 crea la serie televisiva Fargo, basato sull'omonimo film dei fratelli Coen. La serie ha ottenuto un buon riscontro di pubblico e critica, vincendo un Golden Globe e ottenendo 18 candidature alla 66ª edizione degli Emmy Awards.
Nel 2017 ha creato la serie televisiva Legion, parte dell'universo Marvel, ottenendo un buon successo di critica. 
Hawley ha scritto cinque romanzi: La congiura dei lunghi, I matrimoni degli altri, The Punch, Un bravo padre e Prima di cadere.

## Filmografia

### Regista

#### Lungometraggi
- Lucy in the Sky (2019)

#### Televisione
- Fargo – serie TV (2014-in corso)
- Legion – serie TV (2017-2019)
- Alien: Earth – serie TV (2025-in corso)

### Sceneggiatore

#### Lungometraggi
- The Alibi, regia di Matt Checkowski e Kurt Mattila (2006)
- Lucy in the Sky (2019)

#### Televisione
- Bones – serie TV, 6 episodi (2005-2007)
- The Unusuals - I soliti sospetti (The Unusuals) – serie TV, 3 episodi (2009)
- My Generation – serie TV, 2 episodi (2009)
- Fargo – serie TV (2014-in corso)
- Legion – serie TV (2017-2019)
- Alien: Earth – serie TV (2025-in corso)

### Produttore

#### Lungometraggi
- Lucy in the Sky (2019)

#### Televisione
- Bones – serie TV, 14 episodi (2007-2008) – coproduttore
- The Unusuals - I soliti sospetti (The Unusuals) – serie TV, 10 episodi (2009) – produttore esecutivo
- My Generation – serie TV, 7 episodi (2009) – produttore esecutivo
- Fargo – serie TV (2014-in corso) – produttore esecutivo
- Legion – serie TV (2017- 2019) – produttore esecutivo
- Alien - Pianeta Terra (Alien: Earth) - serie TV (2025-in corso) – produttore esecutivo

## Romanzi
- La congiura dei lunghi (A Conspiracy of Tall Men), traduzione di L. Briasco, ONE, 1998,  p. 384, ISBN 978-88-6877-107-2.
- I matrimoni degli altri (Other People's Weddings), traduzione di I. Ruggi, Sonzogno, 2004,  p. 321, ISBN 978-88-454-1195-3.
- The Punch, 2008, ISBN 978-0-8118-6429-9.
- Un bravo padre (The Good Father), traduzione di M. Faimali, Mondadori, 2013,  p. 322, ISBN 978-88-04-62442-4.
- Prima di cadere (Before the Fall), traduzione di Marco Rossari, Einaudi, 2016,  p. 472, ISBN 978-88-06-22643-5.
- Inno americano (Anthem), traduzione di A. Mattacheo e E. Allione, Einaudi, 2022, p.552, ISBN 9788806256418.